# Espacio Anna Frank
Espacio Anna Frank es una organización sin fines de lucro fundada en 2006 en Caracas, Venezuela, que desarrolla actividades educativas, artísticas y culturales con el fin de promover valores.

## Historia y filosofía
Espacio Anna Frank, organización sin fines de lucro, fue fundada en Caracas en 2006 por un grupo de ciudadanos venezolanos, liderados por Marianne Kohn Beker y Dita Cohen.
El recuerdo de Ana Frank, el testimonio de su Diario y la promoción de la solidaridad, convivencia, ciudadanía, respeto a las diferencias y valentía moral orientan la labor sociocultural de la organización.
Desde sus inicios, el Espacio Anna Frank promueve la reflexión y práctica de la «coexistencia» en Venezuela, sin distingos de credo, origen étnico, educación o posición socioeconómica. Sus programas se despliegan en varios estados del territorio venezolano, sobre todo en los estados Miranda, Mérida, Carabobo, Táchira, Zulia y Distrito Capital.
Sus áreas de acción se reflejan en exposiciones, publicaciones, eventos artísticos-culturales y programas educativos dirigidos a jóvenes de distintas edades.

## Programas permanentes

### In Memoriam
Programa cultural y educativo creado en 2009 con el propósito de recordar y honrar desde Venezuela a las víctimas del Holocausto. Se realiza en fechas cercanas al 27 de enero, Día Internacional de Conmemoración en Memoria de las Víctimas del Holocausto. 
La primera iniciativa en 2009 llevó por nombre «El legado de los niños del Holocausto» y se realizó en la Fundación Centro de Estudios Latinoamericanos Rómulo Gallegos. Desde el año 2011, cuando el programa pasó a denominarse In Memoriam, ofrece un acto central dirigido a todo público y de acceso libre, que ha incluido conciertos, obras de teatro, proyecciones cinematográficas y desde 2022 una Gira Cultural destinada a visitar universidades y centros culturales en varias localidades del país.

### Salón Nacional de la Coexistencia
Convocatoria anual que desde 2010 busca incentivar entre los artistas venezolanos la creación de piezas que expresen de forma creativa el concepto de «coexistencia», entendida por la institución como «un camino hacia la generación de espacios colectivos de solidaridad y respeto mutuo»
El Salón se concentra en las categorías de Diseño Gráfico, Fotografía e Ilustración y en 2019 convocó la categoría de Narrativa.
A lo largo de sus catorce ediciones consecutivas han participado cerca de dos mil propuestas procedentes de varios estados de Venezuela, así como de venezolanos radicados en Estados Unidos, Israel, Chile, México, Perú, Uruguay, Colombia, Ecuador, Argentina, Alemania, Austria y Francia.
Las obras destacadas por el jurado se exhiben en una exposición anual, en torno a la cual se desarrolla una programación que incluye conversaciones con expertos, talleres y proyección de películas. Las piezas se incorporan a la muestra itinerante del Salón, que reúne los trabajos de todas sus ediciones y se exhiben de forma parcial o completa en diversas locaciones de acceso público con fines educativos.

### Embajadores de la Coexistencia
Programa formativo creado en 2018 y dirigido a jóvenes entre 18 y 30 años, con una duración de entre cinco y seis meses. A partir de su quinta edición, el programa se ofrece como Diplomado, con una modalidad híbrida (presencial y virtual) y con el aval de la Universidad Pedagógica Experimental Libertador.
Entre los resultados del programa está el ingreso en la Red Iberoamericana de Jóvenes Ana Frank, liderada por el Centro Ana Frank Argentina (CAFA), la Organización de Estados Iberoamericanos para la Educación, la Ciencia y la Cultura (OEI), y el Instituto Iberoamericano para la Educación en Derechos Humanos (IDEDH), donde participan jóvenes de 17 países de América Latina, Brasil, España y Portugal.

### Revista Ático
Publicación digital para descarga libre y de frecuencia semestral creada en 2021. Desarrollada por jóvenes, su nombre remite al lugar donde Ana Frank escribía su diario mientras estuvo escondida.

### CINEtertulia
Se realiza de forma ininterrumpida desde 2006 el primer sábado de cada mes como reflexión  a partir de obras cinematográficas acerca de los temas que aborda la institución.
Casi dos centenas de películas han sido proyectadas hasta 2023, entre otras: Expediente Grüninger (dirigida por Alain Gsponer; 2014); Quo Vadis Aida (dirigida por Jasmila Zbanic; Bosnia, 2020); Yo acuso (dirigida por Roman Polanski; Francia / Italia, 2019); Wonder (dirigida por Stephen Chbosky; Estados Unidos, 2017); La chica danesa (dirigida por Tom Hooper; Reino Unido / Estados Unidos 2015); Secretos de guerra (dirigida por Dennis Bots; Países Bajos, 2014); La directora de orquesta (dirigida por Maria Peters, 2018); Oslo (dirigida por Bartlett Sher; Estados Unidos 2021); Adú (dirigida por Salvador Calvo; España, 2020); Mandarinas (dirigida por Zaza Urushadze; Estonia / Georgia, 2013); Hotel Rwanda (dirigida por Terry George; Reino Unido, 2004).

### Seminarios de especialización
Opción formativa de breve duración en la que se estudian en profundidad los valores abordados en otros programas de Espacio Anna Frank. Entre ellos el «Seminario Coexistencia y cuentos», realizado en alianza con el Banco del Libro, el «Seminario de especialización en genocidios» y el «Seminario Ana Frank, una historia vigente», una aproximación al Holocausto a través de la historia de Ana Frank, su familia y el testimonio contenido en su diario y a propósito de la exposición con el mismo nombre que circula en Venezuela gracias a la Casa Ana Frank de Amsterdam.

### Proyecto formativo con 100cameras
Desde 2018 Espacio Anna Frank suma esfuerzos con 100Cameras, organización sin fines de lucro con sede en Nueva York que trabaja con jóvenes de todo el mundo y les enseña a procesar y contar sus historias personales a través de la fotografía.
El programa académico consta de nueve clases, está dirigido a niños y jóvenes provenientes de entornos de escasos recursos y abarca, entre otros aspectos, temas formales de composición, técnica fotográfica, edición, retrato, estética, etc.

## Publicaciones
- AA.VV. (2019). Coexistencia: 38 Miradas. Caracas: Espacio Anna Frank. ISBN 978-980-7258-06-7
- AA.VV. (2019). Al encuentro. Caracas: Espacio Anna Frank. ISBN 978-980-6654-60-0
- AA.VV. (2022). Miradas por el cambio. Caracas: Espacio Anna Frank.

- Barres, Jaime y Márquez, Nahir. (2013). Rumbo a la Libertad. Ilustraciones y diseño gráfico de Eduardo Sanabria (Edo). Colección El país de los brazos abiertos. Caracas: Espacio Anna Frank. ISBN: 978-980-7258-02-9.

- Barres, Jaime y Márquez, Nahir. (2014). Más grandes que las piedras. Ilustraciones y diseño gráfico: Eduardo Sanabria (Edo). Colección El país de los brazos abiertos. Caracas: Espacio Anna Frank. ISBN: 978-980-7258-04-3

- Barres, Jaime y Márquez, Nahir. (2016). Paraíso en la tierra. Ilustraciones y diseño gráfico: Eduardo Sanabria (Edo). Colección El país de los brazos abiertos. Caracas: Espacio Anna Frank. ISBN: 978-980-12-8668-4

- Kohn Beker, Marianne. (2023). El arte de vivir y el oficio de escribir y otros ensayos sobre cultura y pensamiento. Caracas: Espacio Anna Frank. ISBN: 978-980-7258-08-1

- Matard-Bonucci, Marie-Anne. (2010). La Italia fascista y la persecución de los judíos. Caracas: Espacio Anna Frank. ISBN: 9789801244820

- Nuño, Juan. Escritos judíos. (2012). Caracas: Bid & Co. Editor, Confederación de Asociaciones Israelitas de Venezuela y Espacio Anna Frank. ISBN: 978-980-403-036-9

- Pérez Daza, Johanna y Elizabeth Schummer. (2020). Visiones de coexistencia. Caracas: Espacio Anna Frank.

- Pérez Daza, Johanna y Elizabeth Schummer. (2022). Coexistencia. Procesos creativos 20/20. Caracas: Espacio Anna Frank. ISBN: 978-980-7258-07-4

- Rotker, Susana. (2009). Isaac Chocrón y Elisa Lerner, los transgresores de la literatura venezolana. Caracas: Universidad Católica Andrés Bello y Espacio Anna Frank. ISBN: 9789802445929
- Vegas, Federico. (2006). De la Bauhaus a la Ciudad Blanca de Tel Aviv. Caracas: Museo Kern y Espacio Anna Frank.
- Vidal, Javier. (2009). Una huella en el teatro venezolano. Caracas: Espacio Anna Frank. ISBN 978-980-7258-00-5

## Exposiciones
Espacio Anna Frank concibe exposiciones itinerantes de carácter pedagógico. Entre ellas:

### Una huella en el teatro venezolano
Presenta el devenir histórico del teatro venezolano del siglo XX y los primeros años del nuevo milenio. Fue ofrecida, entre otros espacios, en Ateneo de Caracas (2008); Museo Kern (2009); Universidad Católica Andrés Bello (2009); Universidad Central de Venezuela (2009); Centro Cultural Trasnocho (2009); Universidad Simón Bolívar (2009); Museo de Antropología e Historia del estado Carabobo «Henriqueta Peñalver» (2010); Biblioteca del Estado Zulia (2011); Fundación Juan Carmona, Diario El Impulso (2012); Universidad Alejandro de Humboldt (2013).

### La guerra contra los judíos
Fruto de una investigación documental llevada a cabo por el Museo Kern, la Unión Israelita de Caracas y Espacio Anna Frank, esta exposición narra el proceso histórico que condujo al Holocausto. Fue expuesta en Universidad Central de Venezuela (2010); Colegio Don Bosco, estado Carabobo (2010); Universidad Monte Ávila (2016); Centro Cultural Chacao (2016); Lidotel Naguanagua (2016).

### Recuerda, reflexiona, reacciona
En sus versiones originales, correspondientes a los años 2005 y 2008, esta exposición fue presentada por los alumnos de la Cátedra Fundacional Institucional de Judaísmo Contemporáneo y Estudio de la Shoá «Zygmunt y Anna Rotter», perteneciente a la Universidad Católica Andrés Bello. En 2013, la muestra fue producida por el Museo de la Estampa y el Diseño Carlos Cruz Diez. Su propósito fue sensibilizar acerca de genocidios ocurridos tras el Holocausto y el peligro latente de prácticas discriminatorias en el mundo contemporáneo. Sus sitios de exposición han sido, entre muchos otros, Universidad Católica Andrés Bello (2011); Universidad Simón Bolívar (2011); Universidad Metropolitana (2011 y 2012); Galería Braulio Salazar de la Universidad de Carabobo (2012); Museo de la Estampa y el Diseño Carlos Cruz Diez (2013); Universidad Monte Ávila (2014); Asociación Cultural Humboldt (2014); Rectorado de la Universidad de Carabobo (2015); Universidad Central de Venezuela (2017); Gira Universitaria In Memoriam (2021).